# اوترلو
اوترلو (به انگلیسی: Otterlo) (با شهرداری ایده) یک دهکده کوچک در استان خلدرلاند در هلند، در نزدیکی پارک ملی د هوگ ولوو است.
موزه کرولر-مولر با نام هلن کرولر-مولر در همان نزدیکی قرار دارد و دارای دومین مجموعه بزرگ جهان از نقاشی‌های ونسان ون گوگ است.
اوترلو تا سال ۱۸۱۸، هنگامی که با ایده ادغام شد، دارای یک شهرداری جداگانه بود.

## رسانه
- CBC Archives - CBC Radio reporting from Otterlo April 17, 1945.